# Lenophyllum
Lenophyllum ist eine Pflanzengattung aus der Familie der Dickblattgewächse (Crassulaceae). Der botanische Gattungsname der Lenophyllum leitet sich von den griechischen Worten lenos für „Trog“, „Wanne“ sowie φύλλον phyllon für „Blatt“ ab und verweist auf die oft längsrinnigen Blätter. Deswegen wird diese Gattung im deutschsprachigen Raum manchmal Trogblatt genannt.

## Beschreibung

### Vegetative Merkmale
Die Arten der Gattung Lenophyllum sind kahle ausdauernde krautige Pflanzen mit verdickten oder faserigen Wurzeln. Die in wenigen basalen Paaren wechselständig angeordneten Laubblätter werden nach oben hin kleiner und stehen weiter voneinander entfernt. Sie sind dick, oft rinnig und elliptisch bis rundlich oder rhombisch geformt. Ihre Blattspitzen sind spitz bis gerundet.

### Generative Merkmale
Der endständige Blütenstand ist eine Zyme oder besteht aus wenigen, mehrblütigen Wickeln oder bildet eine schmale Rispe. Die fast sitzenden Blüten sind fünfzählig und obdiplostemon. Die aufrechten oder aufsteigenden, nahezu gleichen Kelchblätter sind lanzettlich bis verkehrt-lanzettlich und etwa so lang wie die offene Blütenkrone. Die gelben oder gelblichen Kronblätter sind ebenfalls lanzettlich bis verkehrt lanzettlich und zwischen 5 und 8 Millimeter lang.
Die Frucht ist eine vielsamige Balgfrucht. Die braunen Samen sind ellipsoid und längs gestreift.

## Systematik und Verbreitung
Die Erstbeschreibung erfolgte 1904 durch Joseph Nelson Rose in Smithsonian Miscellaneous Collections. Band 47, S. 159, Washington (DC).
Die Gattung Lenophyllum ist in den Vereinigten Staaten im Süden Texas und im Nordosten Mexikos verbreitet.
Nach Reid Venable Moran (1916–2010) besteht die Gattung Lenophyllum aus den Arten:
- Lenophyllum acutifolium Rose
- Lenophyllum guttatum (Rose) Rose
- Lenophyllum latum Moran
- Lenophyllum obtusum Moran
- Lenophyllum reflexum S.S.White
- Lenophyllum texanum (J.G.Sm.) Rose: Sie gedeiht dort küstennahen Sandstränden in Höhenlagen von 0 bis 50 Metern in Texas und mexikanischen Bundesstaaten Tamaulipas sowie Nuevo León. Sie ist die einzige Art der Gattung, die in den Vereinigten Staaten vorkommt.[3]
- Lenophyllum weinbergii Britton

## Nachweise